# Dietzhölztalbahn
| Der Bahnhof Eibelshausen im Dezember 2010 |                         |                              |                              |
| Streckennummer (DB): | 3720                    |                              |                              |
| Kursbuchstrecke (DB): | 366 (1987)              |                              |                              |
| Kursbuchstrecke: | 166a (1934) 194a (1946) |                              |                              |
| Streckenlänge: | 16,2 km                 |                              |                              |
| Spurweite: | 1435 mm (Normalspur)    |                              |                              |
| Streckengeschwindigkeit: | 50 km/h                 |                              |                              |
| |                         |                              |                              |
| \| \| 16,140 \| Anschluss Omnical \| Anschluss Omnical \| \| \| 15,9 \| Ewersbach \| 358 m \| \| \| 13,8 \| Ewersbach \| Ewersbach \| \| \| 13,4 \| Steinbrücken \| Steinbrücken \| \| \| 13,3 \| Mandelbach \| Mandelbach \| \| \| 11,7 \| Anschluss Buderus (120 m) \| Anschluss Buderus (120 m) \| \| \| 11,5 \| Eibelshausen \| 380 m \| \| \| 11,0 \| Habachstraße (abgebaut) \| Habachstraße (abgebaut) \| \| \| 10,5 \| Simmersbach \| Simmersbach \| \| \| 10,4 \| Bundesstraße 253 \| Bundesstraße 253 \| \| \| 8,0 \| Wissenbach (Dillkreis) \| 250 m \| \| \| 7,5 \| Anschluss IVG \| Anschluss IVG \| \| \| 5,7 \| Anschluss Schrotthandel \| Anschluss Schrotthandel \| \| \| 5,5 \| Frohnhausen (Dillkreis) \| Frohnhausen (Dillkreis) \| \| \| 5,2 \| Anschluss Kupferwerk \| Anschluss Kupferwerk \| \| \| 3,6 \| Anschluss TenneT TSO (250 m) \| Anschluss TenneT TSO (250 m) \| \| \| 2,3 \| Dillenburg Nord \| Dillenburg Nord \| \| \| 2,2 \| Dillenburg Stahlwerk (Anst) \| Dillenburg Stahlwerk (Anst) \| \| \| 1,2 \| Dillenburg Kurhaus \| Dillenburg Kurhaus \| \| \| \| von Siegen \| \| \| \| 0,0 \| Dillenburg \| Dillenburg \| \| \| \| nach Wetzlar \| \| \| \| \| nach Wallau (Lahn) \| \| \| \| \| \| \| \| Quellen: [1][2] \| \| \| \| |                         |                              |                              |
| | 16,140                  | Anschluss Omnical            | Anschluss Omnical            |
| Bahnhof (Strecke außer Betrieb) | 15,9                    | Ewersbach                    | 358 m                        |
| Brücke über Wasserlauf (Strecke außer Betrieb) | 13,8                    | Ewersbach                    | Ewersbach                    |
| Haltepunkt / Haltestelle (Strecke außer Betrieb) | 13,4                    | Steinbrücken                 | Steinbrücken                 |
| Brücke über Wasserlauf (Strecke außer Betrieb) | 13,3                    | Mandelbach                   | Mandelbach                   |
| Abzweig geradeaus und von rechts (Strecke außer Betrieb) | 11,7                    | Anschluss Buderus (120 m)    | Anschluss Buderus (120 m)    |
| Bahnhof (Strecke außer Betrieb) | 11,5                    | Eibelshausen                 | 380 m                        |
| | 11,0                    | Habachstraße (abgebaut)      | Habachstraße (abgebaut)      |
| Brücke über Wasserlauf (Strecke außer Betrieb) | 10,5                    | Simmersbach                  | Simmersbach                  |
| Brücke (Strecke außer Betrieb) | 10,4                    | Bundesstraße 253             | Bundesstraße 253             |
| Bahnhof (Strecke außer Betrieb) | 8,0                     | Wissenbach (Dillkreis)       | 250 m                        |
| Abzweig geradeaus und von rechts (Strecke außer Betrieb) | 7,5                     | Anschluss IVG                | Anschluss IVG                |
| Abzweig geradeaus und nach rechts (Strecke außer Betrieb) | 5,7                     | Anschluss Schrotthandel      | Anschluss Schrotthandel      |
| Bahnhof (Strecke außer Betrieb) | 5,5                     | Frohnhausen (Dillkreis)      | Frohnhausen (Dillkreis)      |
| Abzweig geradeaus und nach rechts (Strecke außer Betrieb) | 5,2                     | Anschluss Kupferwerk         | Anschluss Kupferwerk         |
| Abzweig geradeaus und nach links (Strecke außer Betrieb) | 3,6                     | Anschluss TenneT TSO (250 m) | Anschluss TenneT TSO (250 m) |
| Haltepunkt / Haltestelle (Strecke außer Betrieb) | 2,3                     | Dillenburg Nord              | Dillenburg Nord              |
| Abzweig ehemals geradeaus und von rechts | 2,2                     | Dillenburg Stahlwerk (Anst)  | Dillenburg Stahlwerk (Anst)  |
| ehemaliger Haltepunkt / Haltestelle | 1,2                     | Dillenburg Kurhaus           | Dillenburg Kurhaus           |
| Abzweig geradeaus und von rechts |                         | von Siegen                   | von Siegen                   |
| Bahnhof | 0,0                     | Dillenburg                   | Dillenburg                   |
| Abzweig ehemals geradeaus und nach rechts |                         | nach Wetzlar                 | nach Wetzlar                 |
| |                         | nach Wallau (Lahn)           |                              |
| |                         |                              |                              |
| Quellen: |                         |                              |                              |

Die Dietzhölztalbahn ist eine ehemals 15,9 Kilometer lange, eingleisige und heute stillgelegte Nebenbahn in Hessen. Die Strecke wurde am 1. Mai 1892 eröffnet und führte von Dillenburg nach Ewersbach (früher Straßebersbach). Der Personenverkehr wurde 1987, der Güterverkehr Ende 2000 eingestellt. Die Strecke wurde zwischen km 2,2 und km 15,9 Mitte Juni 2001 offiziell stillgelegt.
Anfang 2012 sollte die Trasse ab Kilometer 2,588 von Bahnbetriebszwecken freigestellt werden. Ende 2014 wurde der Freistellungs-Antrag von der Deutschen Bahn AG zurückgezogen, da wiederholt Widersprüche dagegen eingereicht wurden.

## Geschichte

### Vorgeschichte und Bau
Die ersten Bestrebungen zum Bau einer Eisenbahnstrecke durch das Dietzhölztal gehen bis ins Jahr 1869 zurück: Die Bergisch-Märkische Eisenbahn-Gesellschaft wollte eine „Secundärbahn“ von Altenhundem über Laasphe nach Cölbe bauen, wo sie Anschluss an die Main-Weser-Bahn finden sollte. Diese sogenannte „Lenne-Lahn-Dill-Bahn“ sollte außerdem einen Abzweig von Laasphe durch das Banfe- und Dietzhölztal bis nach Dillenburg zur Deutz-Gießener Bahn erhalten.
1877 wurde eine weitere mögliche Bahnverbindung ins Gespräch gebracht: Eine Linie von Weidenau über Netphen und Straßebersbach nach Dillenburg, wobei die Haincher Höhe untertunnelt werden sollte. Eine dritte Variante kam 1885 ins Spiel, die die vorgenannte Strecke über einen Abzweig bei Steinbrücken über Mandeln und Breidenbach mit Wallau an der Bahnstrecke Kreuztal–Cölbe verbinden sollte.
Am 24. Mai 1886 ordnete das zuständige preußische Ministerium die planerischen Vorarbeiten für eine Stichbahn von Dillenburg nach Straßebersbach an. Damit hatten sich die in den Jahren zuvor diskutierten Pläne zunächst erledigt. Nachdem die Pläne für die neue Bahn, die auf der rechten Talseite entlang der „Chaussee“ führen sollte, fertiggestellt waren, protestierten mehrere Gemeinden dagegen, weil danach die Bahn mitten durch ihre Dörfer führen sollte. Daraufhin wurde ein neuer Plan erstellt, der den Bau der Bahn auf der Linken Talseite vorsah, so dass sie an den Dörfern vorbeiführte. Da die Trasse überwiegend dem Verlauf der Dietzhölze folgte, waren weder größere Brücken noch Tunnel vonnöten.
Im Sommer 1890 wurde mit dem Bau begonnen und am 29. April 1892 fuhr der erste Zug durch das Dietzhölztal. Der Ort Steinbrücken hatte zunächst keinen Haltepunkt an der Strecke. Dieser wurde erst etliche Jahre später verwirklicht. Als kurz nach der Jahrhundertwende eine Bahnverbindung von Dillenburg nach Wallau geschaffen werden sollte, entbrannte zwischen den Bewohnern des Dietzhölztals und des benachbarten Scheldetals ein Konkurrenzkampf, welche der beiden Strecken (Dietzhölztalbahn oder Scheldetalbahn) denn bis Wallau verlängert werden sollte. Die Scheldetalbahn erhielt schließlich den Zuschlag und so wurde 1911 die Strecke Dillenburg–Wallau eröffnet.
Auch nachdem sich bereits 1896 das Preußische Abgeordnetenhaus dagegen entschieden hatte, bestand im Dietzhölztal immer noch die Hoffnung, die Strecke mit der Johannlandbahn verbinden zu können und so bis nach Weidenau weiterführen zu können. Nach dem Ersten Weltkrieg wurden diese Pläne aus Geldmangel aber endgültig aufgegeben.

## Betrieb

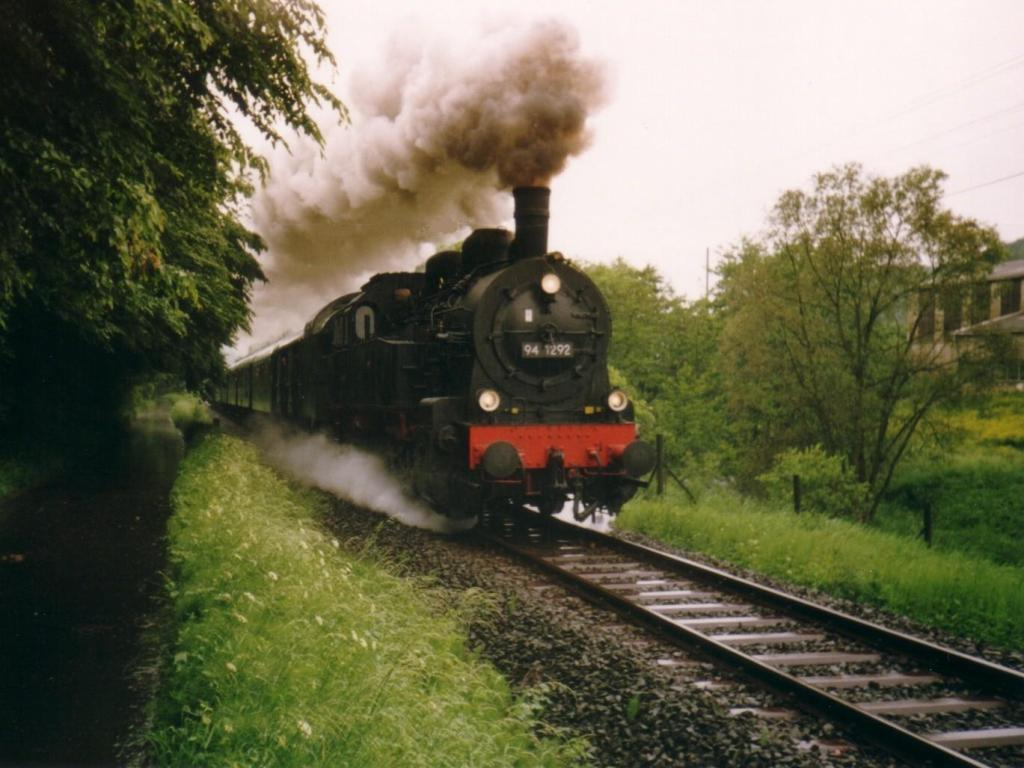
Dampfsonderfahrt mit 94 1292 am 30. Mai 1993

Nach der Eröffnung 1892 gab es zunächst drei tägliche Personenzugpaare zwischen Dillenburg und Straßebersbach. Als 1896 der Personenzugverkehr auf der Scheldetalbahn aufgenommen wurde, fuhren täglich fünf durchgehende Personenzüge von Straßebersbach bis zu deren damaligem Endpunkt, dem Nikolausstollen. Weitere drei endeten in Dillenburg. Die Dietzhölztalbahn hatte ab 1911 deshalb auch die gleiche Kursbuchnummer wie die Scheldetalbahn.
Die ersten massiven Fahrplanstreichungen gab es in der Krisenzeit der 1920er Jahre. 1924 wurde der Personenzugverkehr an Sonn- und Feiertagen vorübergehend ausgesetzt. Anfang 1926 bekam die Dietzhölztalbahn Konkurrenz von der Straße: Die private Autobusverbindung Laasphe–Dillenburg wurde eröffnet. Gerade drei Wochen später wurde sie auf Betreiben der Reichsbahndirektion Frankfurt im Abschnitt Steinbrücken–Dillenburg wieder verboten. Dieses Verbot sollte bis 1929 Bestand haben. Unter dem wirtschaftlichen Druck des Parallelverkehrs wurden mit dem Sommerfahrplan 1926 einige Verbesserungen auf der Dietzhölztalbahn eingeführt, die zum einen den Sonntagszugverkehr und zum anderen die Abstimmung auf überregionale Züge im Bahnhof Dillenburg betrafen.
Nach Hitlers Machtübernahme 1933 gab es einen Aufschwung in den örtlichen Gruben und Hütten, damit auch eine stetige Zunahme des Güterverkehrs. Sogar der Tourismus blühte in den 1930er Jahren auf und ließ viele „Sommerfrischler“ mit der Bahn ins Dietzhölztal reisen. Im Zweiten Weltkrieg wurden in den Hütten in Eibelshausen und Ewersbach Bomben- und Raketenteile hergestellt und mit der Bahn abtransportiert. Ab 1944 wurden die Züge auf der Dietzhölztalbahn beinahe regelmäßig von alliierten Jagdbombern beschossen. Deshalb wurde den meisten Zügen damals auch ein Flakwagen beigestellt.
Im März 1945 sprengte die Wehrmacht einen im Bahnhof Ewersbach abgestellten Flakzug, der auch Munitionswagen enthielt. Dabei wurden unter anderem auch einige dort abgestellte Personenwagen beschädigt. Einige Tage später versuchte die Wehrmacht, die anrückenden amerikanischen Truppen aufzuhalten, indem sie die kleine Eisenbahnbrücke über die Straße von Eiershausen nach Eibelshausen sprengte. Nach dem Krieg wurde ein provisorischer Inselbetrieb von Ewersbach bis zum zerstörten Viadukt und von dort weiter nach Dillenburg aufgenommen. Dabei mussten die Fahrgäste vor der Unterbrechungsstelle den Zug verlassen und dahinter einen anderen Zug besteigen.
In der Nachkriegszeit wurden vor allem Dampflokomotiven der Baureihen 94 und 93 eingesetzt. Die 94er des Bahnbetriebswerks Dillenburg waren unentbehrlich, da sie wegen ihrer Riggenbach-Gegendruckbremse auch auf der Steilstrecke der Scheldetalbahn eingesetzt werden konnten. In den 1950er Jahren kam dann auch noch die Baureihe 50 hinzu. Die Baureihe 86 sollte dann eigentlich die 94er, die schon seit Beginn der 1920er Jahre im Einsatz waren, ablösen. Aufgrund ihrer Mängelanfälligkeit wurden sie dann aber doch wieder durch die alten 94er ersetzt.
Ab Mitte der 1950er Jahre wurden die ersten Schienenbusse (Baureihe VT 95, später Baureihe VT 98) eingesetzt. Im Gegensatz zu anderen Nebenbahnen konnten sie hier die lokbespannten Personenzüge, die später zumeist aus Dieselloks der V-100-Familie und n-Wagen bestanden, nie ganz verdrängen. Dies lag am bis zuletzt nicht unerheblichen Schülerverkehr auf der Strecke. Der Personenverkehr wurde dennoch am 29. Mai 1987 eingestellt. Danach wurden noch einige Sonderfahrten auf der Strecke durchgeführt, teilweise mit Dampfloks.

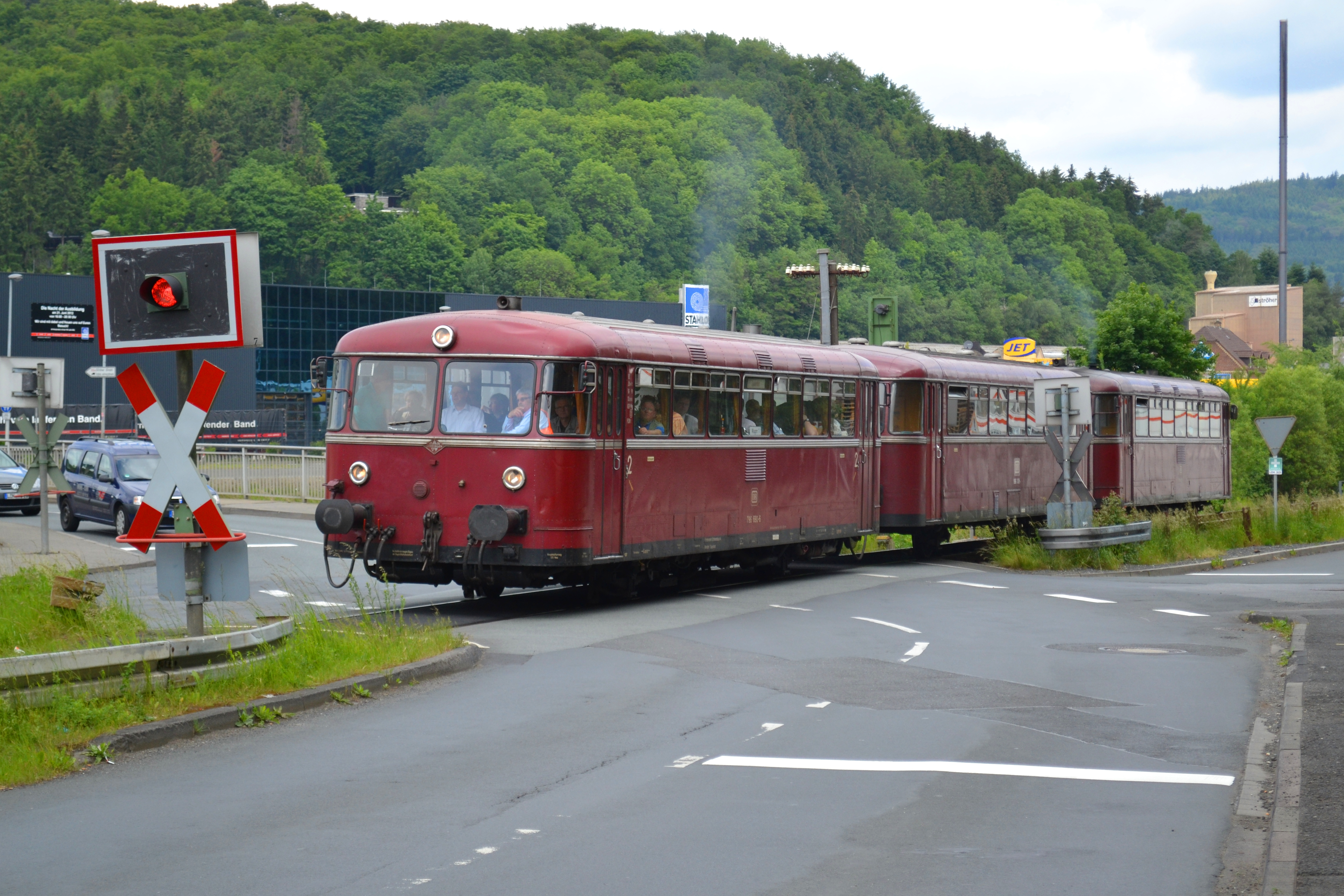
Sonderfahrt mit dreiteiliger Schienenbus-Garnitur (Juni 2012)

Ab April 2000 wurde die Strecke aufgrund von Gleisschäden ab km 8,0 (Bahnhof Wissenbach) für den Verkehr gesperrt, am 10. Juni 2001 folgte dann die Stilllegung. Mittlerweile findet Güterverkehr nur noch auf einem 2,2 Kilometer langen Reststück bis zu den Dillenburger Stahlwerken statt. Im März 2008 wurden hier die Gleise erneuert, sodass ein weiterer Betrieb zu erwarten ist.
Im Rahmen einer Sonderfahrt der DGEG wurde am 2. Juni 2012 dieses Reststück mit einer dreiteiligen Schienenbus-Garnitur befahren. Die Gleise auf der übrigen Strecke sind noch größtenteils erhalten, es wurden lediglich einige Bahnübergänge und eine Brücke in Eibelshausen abgebaut. Die Strecke ist stellenweise stark zugewachsen.

## Gegenwart
Im Januar 2012 hat die DB Netz AG den Antrag auf Freistellung der Flurstücke für Bahnbetriebszwecke beim Eisenbahn-Bundesamt gestellt. Daraufhin hatten ortsansässige Firmen und die öffentliche Hand Bedenken und Einsprüche gegen die Freistellung beim EBA eingereicht.

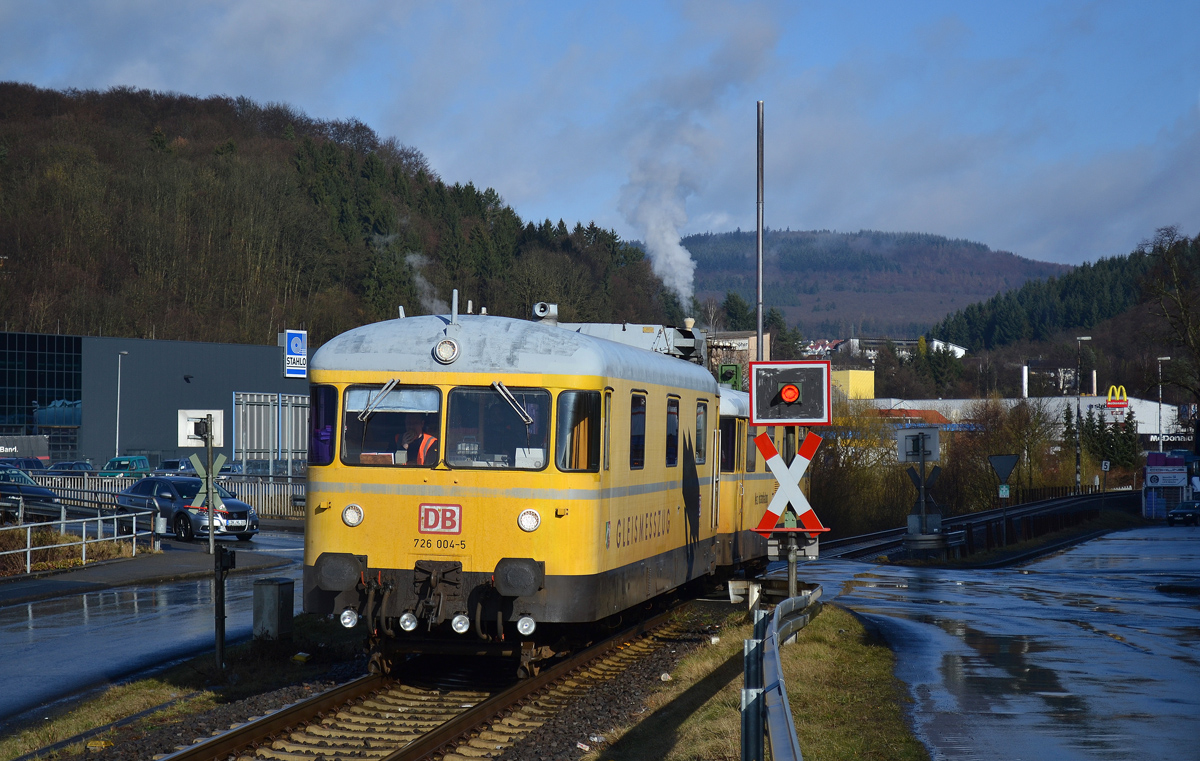
Gleismesszug der Baureihe 725/726 bei Dillenburg Stahlwerk (März 2015)

Am 22. Dezember 2014 wurde durch das Eisenbahn-Bundesamt offiziell mitgeteilt, dass der Antrag auf Freistellung der Flurstücke von Bahnbetriebszwecken durch den Antragsteller und Eigentümer, der DB Netz AG, zurückgezogen wurde, da wiederholt Widersprüche eingereicht wurden. Der Fortbestand der Dietzhölztalbahn ist somit vorerst gesichert.
Anfang 2012 hat sich eine Interessengemeinschaft zum Erhalt der Dietzhölztalbahn gegründet. Seit März 2014 ist diese als „Dietzhölztalbahn e. V.“ im Vereinsregister eingetragen. Der Verein strebt die Reaktivierung der Strecke, in deren Einzugsgebiet ca. 18.000 Menschen leben, mit einem modernen Schienenpersonennahverkehr an. Die Reaktivierung ist u. a. durch die hohe Industriedichte im Dietzhölztal oder für die ca. 8.000 Ein- und Auspendler, die vorwiegend auf der Verkehrsachse Dietzhölztal–Dillenburg zwischen Wohnort und Arbeitsplatz pendeln, interessant. Außerdem gibt es im Dietzhölztal auch Interessenten für Gütertransporte über die Schiene. Auch Holztransporte wären möglich. Im Infrastruktur- und Fahrplankonzept des Vereins für die reaktivierte Strecke kann daher auch ein eventueller Schienengüterverkehr realisiert werden. Das Fahrplankonzept sieht eine Fahrzeit von 27 min bei einem Stundentakt vor, der in der Hauptverkehrszeit auf ein Halbstundentakt verdichtet werden kann.
Der Streckenabschnitt km 2,2 und km 8,1 wurde zwischen Oktober 2014 und Februar 2016 vom Bewuchs befreit. Der Abschnitt zwischen km 12,2 und km 13,7 folgte zwischen Oktober 2020 und Februar 2022.
Im März 2022 sind die Ergebnisse der vom Rhein-Main-Verkehrsverbund (RMV) und der Verkehrsgesellschaft Lahn-Dill-Weil (VLDW) finanzierten Voruntersuchung vorgestellt worden, mit der die Machbarkeit einer Reaktivierung der Dietzhölztal-, Weiltal- und Solmstalbahn untersucht wurde.
Bei allen drei Strecken sind hohe Investitionskosten geschätzt und ein geringes Fahrgastpotential vermutet worden.
Auf Basis dieser Voruntersuchung ist der Status in der aktuellen „Übersicht zur Reaktivierung von Schienenstrecken für den Personenverkehr in Hessen“ aktualisiert und mit dem Hinweis „derzeit erhebliche Hindernisse für eine Reaktivierung“ versehen worden. Im Zuge der nächsten Aktualisierung soll geprüft werden, ob die Strecken aus der Übersicht zur Reaktivierung von Schienenstrecken in Hessen mit diesem Status genommen werden oder ob sich die Randbedingungen in positiver Hinsicht verbessert haben.

## Betriebsstellen
Haltepunkt Dillenburg Kurhaus
Der Haltepunkt befand sich bei der Personenunterführung in Dillenburg kurz vor dem Abzweig von der Dillstrecke. Er wurde nur von den Zügen der Dietzhölztalbahn bedient, die hier ein eigenes (drittes) Gleis östlich der Gleise der Dillstrecke besitzt. Heute ist der Haltepunkt zurückgebaut, nur der Personentunnel ist noch in Benutzung.
Anschlussgleis Stahlwerke
Der Anschluss der Stahlwerke wird mehrmals täglich vom Bahnhof Dillenburg aus bedient. Früher zweigte der Anschluss zum Stahlwerk bei etwa km 2,2 vom Streckengleis ab. Die Weiche wurde Ende 2001 mit Lückenschluss in Richtung Stahlwerk zurückgebaut.
Haltepunkt Dillenburg Nord
Der Haltepunkt wurde in den 1950er Jahren eingerichtet und verfügt über einen Bahnsteig am durchgehenden Streckengleis.
Anschlussgleis Umspannwerk
Hier befindet sich das ebenfalls stillgelegte Anschlussgleis mit Trafoumladestation der TenneT TSO.
Anschlussgleis Kupferwerk
Das Anschlussgleis ist zurückgebaut. Der Bahnkörper lässt sich im Gelände noch erkennen, ebenso ist die Brücke über die Dietzhölze noch vorhanden.
Bahnhof Frohnhausen
Heute nur noch ein durchgehendes Hauptgleis und ein Anschlussgleis zu einem Schrotthandel vorhanden.
Ausstattung im Jahr 1960: Das durchgehende Streckengleis mit 122 m langem Hausbahnsteig war als Gleis 1 bezeichnet, östlich davon lag als weiteres Hauptgleis das Gleis 2 mit einem längeren Bahnsteig, das für die Zugkreuzungen genutzt werden konnte. Das heute noch vorhandene Anschlussgleis ist das ehemalige Gleis 4, das die öffentliche Ladestraße mit mehreren Lagerplätzen sowie die 79,4 m lange kombinierte Kopf-/Seitenrampe bediente. Aus Platzgründen ist diese heute noch erkennbare Rampe schräg angelegt, das ehemalige Ladegleis folgt diesem Verlauf. Dieses Gleis hatte eine Nutzlänge von 138 m, die beiden Hauptgleise 1 und 2 hatten jeweils eine Nutzlänge von 242 m. Im Jahr 1960 war der Bahnhof mit drei ferngestellten Weichen und 2 als Flügelsignalen ausgeführten Einfahrsignalen (A und F) ausgestattet, Ausfahrsignale gab es nicht. Das Lagegleis war im nördlichen Bahnhofskopf mit einer Gleissperre verschlossen. Ein mechanische Stellwerk mit der Bezeichnung Ff befand sich auf der Gleisseite im Empfangsgebäude. Sowohl der Platz im Gelände wie auch die Nummerierung der Gleise, Weichen und Gleissperren in dem dieser Beschreibung zugrundeliegenden Plan (südliche Weiche zu Gleis 2 mit der Nummer 1, nördliche Anbindung des Gleises 2 mit Weiche Nummer 6, Gleissperre zum Ladegleis als Gs III) lassen die Anlage eines Nebengleises 3 östlich parallel zu Gleis 2 sowie dessen Sicherung mit zwei Gleissperren, außerdem zwei weitere Weichen 3 und 4 als südliche Verbindung des Gleises 1 zum Ladegleis 4 auf Höhe des Streckenkilometers 5,6 zu, wann diese abgebaut wurden, konnte jedoch noch nicht festgestellt werden.
Das Empfangsgebäude ist ein Typenbau (wie Bf Ewersbach) von 1891 bis 1892 vermutlich nach Entwurf des Bahnarchitekten Glasewald auf der Dorfseite nordwestlich der Strecke, doppelgeschossig auf T-förmigem Grundriss in gefelderter bzw. ornamentaler Verschieferung / Verschindelung unter Satteldächern, die auf den Giebelseiten mit herausragendem Gespärre halbrund unterfangen und mit polygonal vorspringenden Schopfwalmen dekoriert sind. Güterschuppen aus Fachwerk befinden sich auf der Nordseite.
Anschlussgleis IVG
Die Anschlussweiche ist noch erhalten. Auf dem Werksgelände sind die Gleisanlagen noch lückenhaft erhalten.
Bahnhof Wissenbach
Ein durchgehendes Hauptgleis mit Bahnsteig und ein Abstellgleis mit Laderampe. Das heutige Ladegleis diente früher als Überholgleis bzw. zur Zugkreuzung.
Das Empfangsgebäude ist ein Typenbau (wie Bf Frohnhausen) von 1892 vermutlich nach Entwurf des Bahnarchitekten Glasewald auf der Dorfseite nordwestlich der Strecke, doppelgeschossig auf T-förmigem Grundriss in gefelderter bzw. ornamentaler Verschieferung / Verschindelung unter Satteldächern, die auf den Giebelseiten mit herausragendem Gespärre halbrund unterfangen und mit polygonal vorspringenden Schopfwalmen dekoriert sind. Güterschuppen aus Fachwerk befinden sich auf der Südwestseite.
Bahnhof Eibelshausen
Ein durchgehendes Hauptgleis mit Bahnsteig, sowie ein Überhol- und Kreuzungsgleis mit Bahnsteig. Daneben befindet sich im Bahnhof noch ein Gleis mit Laderampe und zwei weitere Gleise, von denen eines weiter zum ehem. Anschluss von Buderus (heute Bosch Thermotechnik) führt. Auf dem Werksgelände wurde die Bahninfrastruktur komplett entfernt.
Das Empfangsgebäude ist ein Typenbau von 1892 vermutlich nach Entwurf des Bahnarchitekten Glasewald auf der Dorfseite nordwestlich der Strecke, doppelgeschossig auf T-förmigem Grundriss in gefelderter bzw. ornamentaler Verschieferung / Verschindelung unter Satteldächern, die auf den Giebelseiten mit herausragendem Gespärre halbrund unterfangen und mit polygonal vorspringenden Schopfwalmen dekoriert sind. Das Bahnhofsgebäude ist in den Abmessungen größer als Frohnhausen und Wissenbach. Güterschuppen aus Fachwerk befinden sich auf der Nordseite.
Anschlussgleis Buderus (heute: Bosch Thermotechnik)
Das Gleis zweigt im Bf Eibelshausen ab und endet heute kurz vor der Landesstraße L 3043, auf einer Eisenbahnüberführung über die Dietzhölze. Auf dem Werksgelände von Bosch wurde die komplette Gleisinfrastruktur entfernt. Der Betrieb hat die Logistik komplett auf die Straße umgestellt.
Haltepunkt Steinbrücken
In den ursprünglichen Plänen war dieser Haltepunkt nicht vorgesehen, er wurde erst in den Jahren um den Ersten Weltkrieg eingerichtet. Er verfügte über ein Wartehäuschen aus Beton sowie ein durchgehendes Hauptgleis mit Bahnsteig.
Bahnhof Ewersbach
Ein Hauptgleis mit Bahnsteig, sowie ein Ladegleis und mehrere Abstellgleise. Die Gleisanlagen wurden nach dem Verkauf des Geländes bis etwa km 15,65 (am Bahnübergang) komplett entfernt.
Das Bahnhofsgebäude ist ein Typenbau von 1892 vermutlich nach Entwurf des Bahnarchitekten Glasewald auf der Dorfseite nordwestlich der Strecke, doppelgeschossig auf T-förmigem Grundriss in gefelderter bzw. ornamentaler Verschieferung / Verschindelung unter Satteldächern, die auf den Giebelseiten mit herausragendem Gespärre halbrund unterfangen und mit polygonal vorspringenden Schopfwalmen dekoriert sind. Das Bahnhofsgebäude ist in den Abmessungen größer als Frohnhausen und Wissenbach. Güterschuppen aus Fachwerk befinden sich auf der Westseite.
Anschlussgleis Omnical
Das Bahnhofsgleis endete direkt am Firmengelände. Das Werksgelände ist zwischenzeitlich verkauft und die Gebäude teilweise abgebrochen worden. Die Gleisanlagen auf dem ehemaligen Werksgelände sind komplett abgebaut worden.